# 3 Hits from Hell
3 Hits from Hell è la sesta pubblicazione del gruppo punk rock Misfits. L'EP da 7" è uscito nell'aprile 1981 per la Plan 9 Records, con il numero PL1013. Nonostante non vi fossero inserti, in alcune delle prime copie vi fu inserita una pubblicità del Misfits Fiend Club.
Tutte e tre le canzoni sono state registrate in una cassetta da 2" presso la Master Sound Productions a Franklin Square, New York il 7 agosto 1980 con Bobby Steele alla chitarra, rielaborata con tracce aggiuntive di chitarra del produttore Robbie Alter e del fratello minore di Jerry Only, Paul "Doyle von Frankenstein" Caiafa il 5 settembre dello stesso anno, dopo l'uscita di Bobby. Dopo questa sessione, ma prima della pubblicazione del disco, Doyle entrerà ussicialmente nella band in sostituzione di Bobby.
Nonostante nessuna delle altre dieci canzoni di questa sessione fosse stata pubblicata fino al 1985, dopo lo scioglimento del gruppo, tutte le tredici tracce furono successivamente mixate per la pubblicazione di 12 Hits from Hell.
"London Dungeon" è stata scritta da Glenn Danzig riguardo alla sua esperienza in carcere a Brixton il 2 DIcembre 1979.  Sia "Horror Hotel" che "Ghouls Night Out" sono basate su due film horror del 1960: rispettivamente Horror Hotel e Night of the Ghouls.

## Tracce
Lato A
1. London Dungeon – 2:33 (Danzig)

Lato B
1. Horror Hotel – 1:25 (Danzig)
2. Ghouls Night Out – 1:56 (Danzig)

## Formazione
- Glenn Danzig – voce
- Jerry Only – basso, voce secondaria
- Bobby Steele – chitarra
- Arthur Googy – batteria
- Doyle Wolfgang von Frankenstein – chitarra in "Horror Hotel" e "Ghouls Night Out"
- Robbie Alter – produttore, chitarra in "London Dungeon"